# Kostel Sedmibolestné Panny Marie (Košice)
Kostel Panny Marie Sedmibolestné je barokní kostel ve slovenských Košicích v městské části Košice-Sever v ulici Na Kalvárii. 

## Historie
O výstavbu kostela na kopci zvaném Kalvária (Kalvárie) se zasloužili jezuité, kteří se i v Košicích vyznačovali snahou zdola šířit vzdělanost mezi co nejširší vrstvy obyvatelstva. V 18. století měli ve městě na starosti gymnázium a univerzitu, která měla dvě fakulty. V té době se kopec, který byl poměrně daleko od města, ještě nejmenoval Kalvárie; toto jméno dostal až poté, co bylo v roce 1736 rozhodnuto postavit zde kostel.
Projekt sakrální stavby byl dílem stavitele Nikodéma Litzkého. Stavba však byla zahájena až šest let po přijetí plánu, tedy v roce 1742. Stavba tohoto typu kostela obvykle vyžadovala kratší dobu, ale kostel na Kalvárii byl dokončen až v roce 1758. Nebyl totiž v centru města; v té době byla Kalvárie v lesích a patřila k prvním významným kopcům Slovenského rudohoří v okolí.
V době výstavby byl kostel charakteristický nízkou dřevěnou věží. Měl dvě patra, což bylo na tehdejší dobu neobvyklé. Stavba trvala 16 let, ale jezuitům kostel sloužil jen 15 let. V roce 1773 byl jezuitský řád zrušen. Chrám si přivlastnila armáda, která v něm zřídila muniční sklad. Jakmile však ustaly napoleonské války, kostel získala katolická církev. Bylo však nutné provést rozsáhlou renovaci.
Po dokončení přestavby v roce 1820 nechal košický biskup a farní úřad kostel znovu vysvětit. Košický biskup požádal papeže Lva XII. o povolení prodeje odpustků na Kalvárii a papež žádosti vyhověl.
Dnešní podobu získal kostel v roce 1870, kdy bylo nutné jej znovu rekonstruovat a dřevěná věž zanikla. V témže roce byla za kostelem postavena otevřená kaple. V ní byla umístěna socha Piety.
Před kostel instalovali sochu Golgoty - ukřižovaného Krista se dvěma zločinci. Mezi kříži byly původně instalovány sochy P. Marie a svatého Jana.

## Interiér
Interiér kostela byl v době svého vzniku barokní. Na oltáři v dolním patře - tzv. slovenském kostele - se dodnes nachází původní barokní socha P. Marie. Dochovala se také barokní plastika sedícího Krista s trnovou korunou. Oltář v horním patře je novodobý. V této části je zajímavý obraz naivního malíře Alexandra Kováče, který zobrazuje tři košické mučedníky. Samozřejmě podle autorových představ, protože jejich podoba není známa.

## Kaple
Zajímavá je také historie výstavby cesty a kaplí, které vedou ke kostelu z amfiteátru. Kalvárie byla osázena stromy v roce 1830. Hřbitov Rozália již kapacitně nestačil, a tak se v letech 1849-1889 pohřbívalo na Kalvárii. Kaple byly postaveny jako hrobky pro zámožné rodiny. Ti, kteří chtěli mít na tomto významném místě rodinnou hrobku, museli souhlasit s podmínkou, jak bude vypadat a že její přední část bude sloužit jako kaple křížové cesty. Kaplí je celkem 16, na první pohled vypadají stejně, ale při bližším pohledu vynikne řada architektonických rozdílů. Křížová cesta má 14 zastavení, další dvě kaple byly postaveny ke cti Panny Marie. Vchody do rodinných krypt byly vybudovány v zadní části kaplí, bohužel řada z nich byla později poničena vandaly.

## Současnost
Kalvárie byla až do 50. let 20. století pečlivě udržovaným místem. V 60. letech 20. století byl hřbitov na Kalvárii zrušen, na místě byly postaveny domy a vznikly plány na likvidaci kaplí, k níž však nedošlo.
V novodobé historii Kalvárie má významné postavení salesiánský kněz na odpočinku Don Timko. Bydlel v jednom z domů vedle kostela a z vlastní vůle se dvacet let staral o údržbu a čistotu těchto míst.
Dnes jsou v kapli sochy Krista se ženou u studny, Krista s Máří Magdalenou a další.
V kostele se konají dvě posvícení ročně, a to 3. května a 15. září.

## Galerie

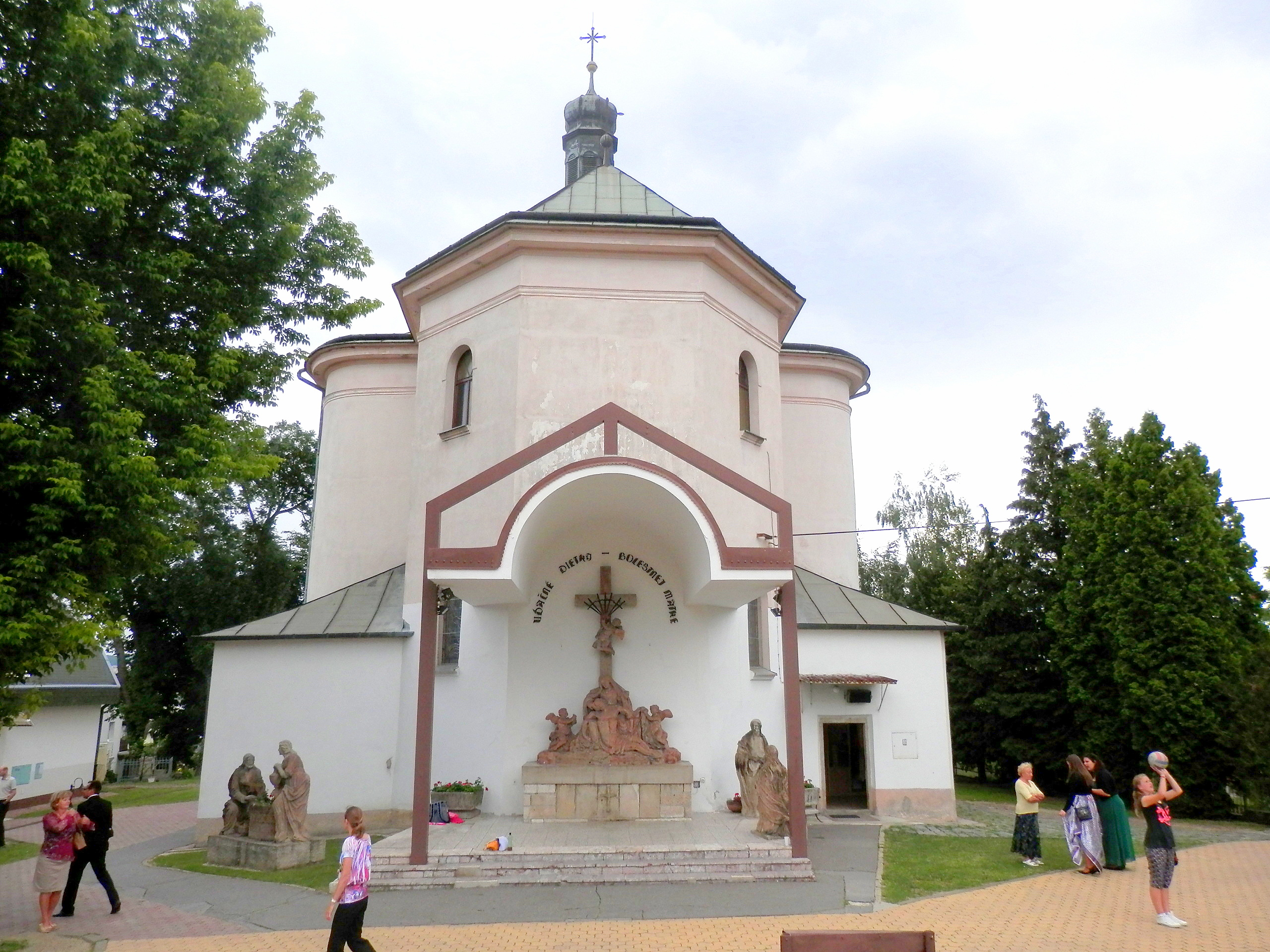
Zadní strana kostela
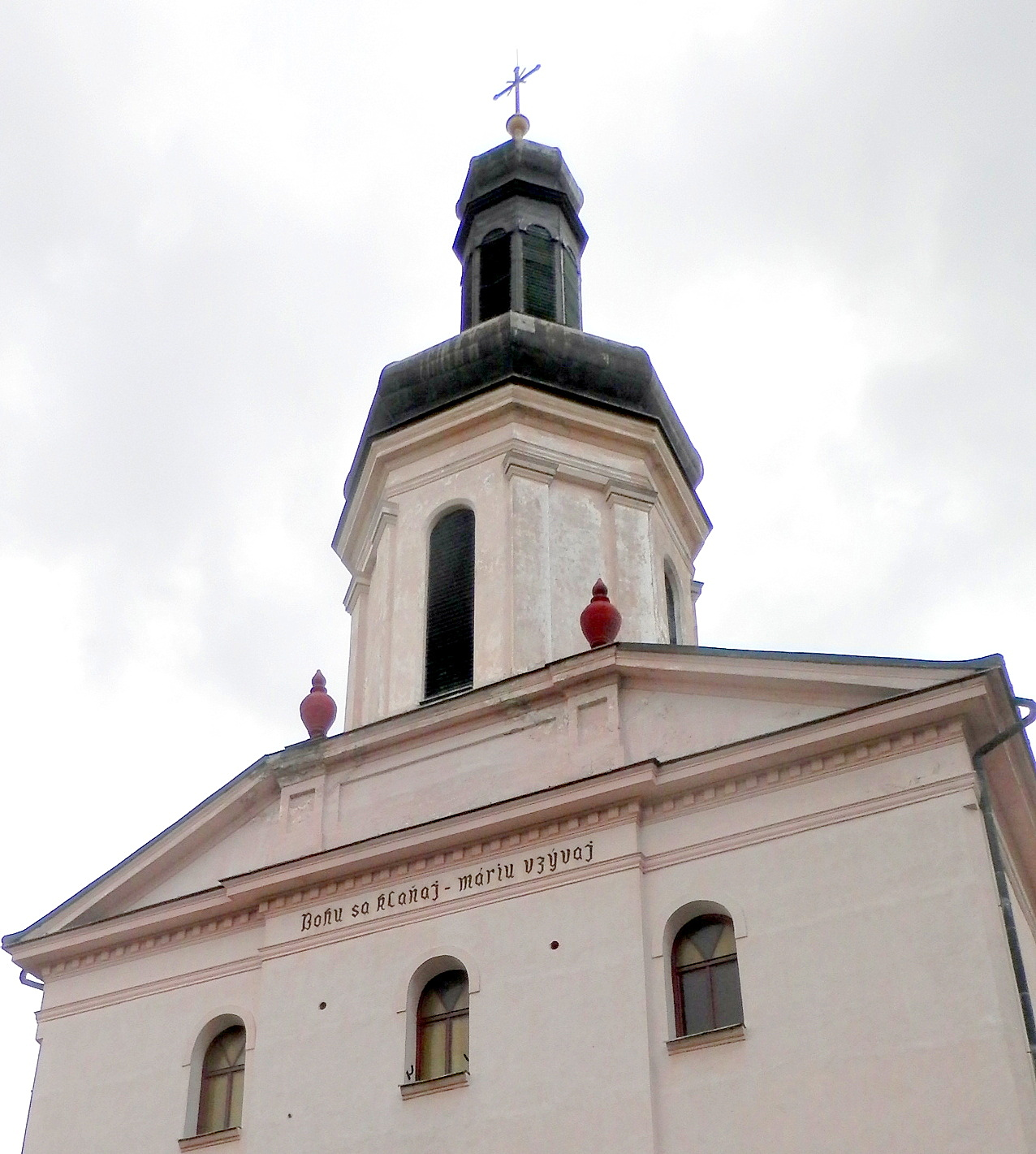
Věž kostela
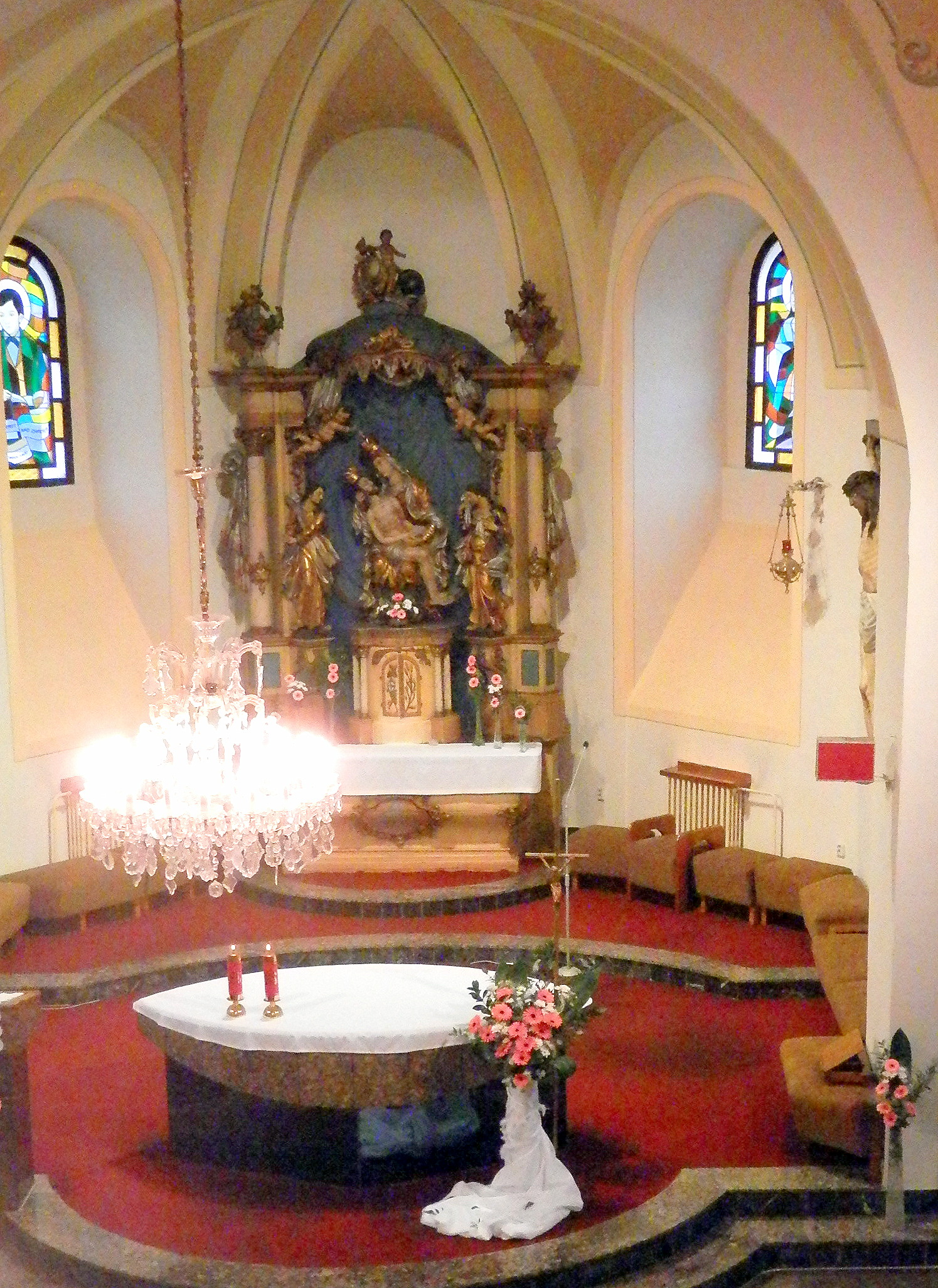
Oltář
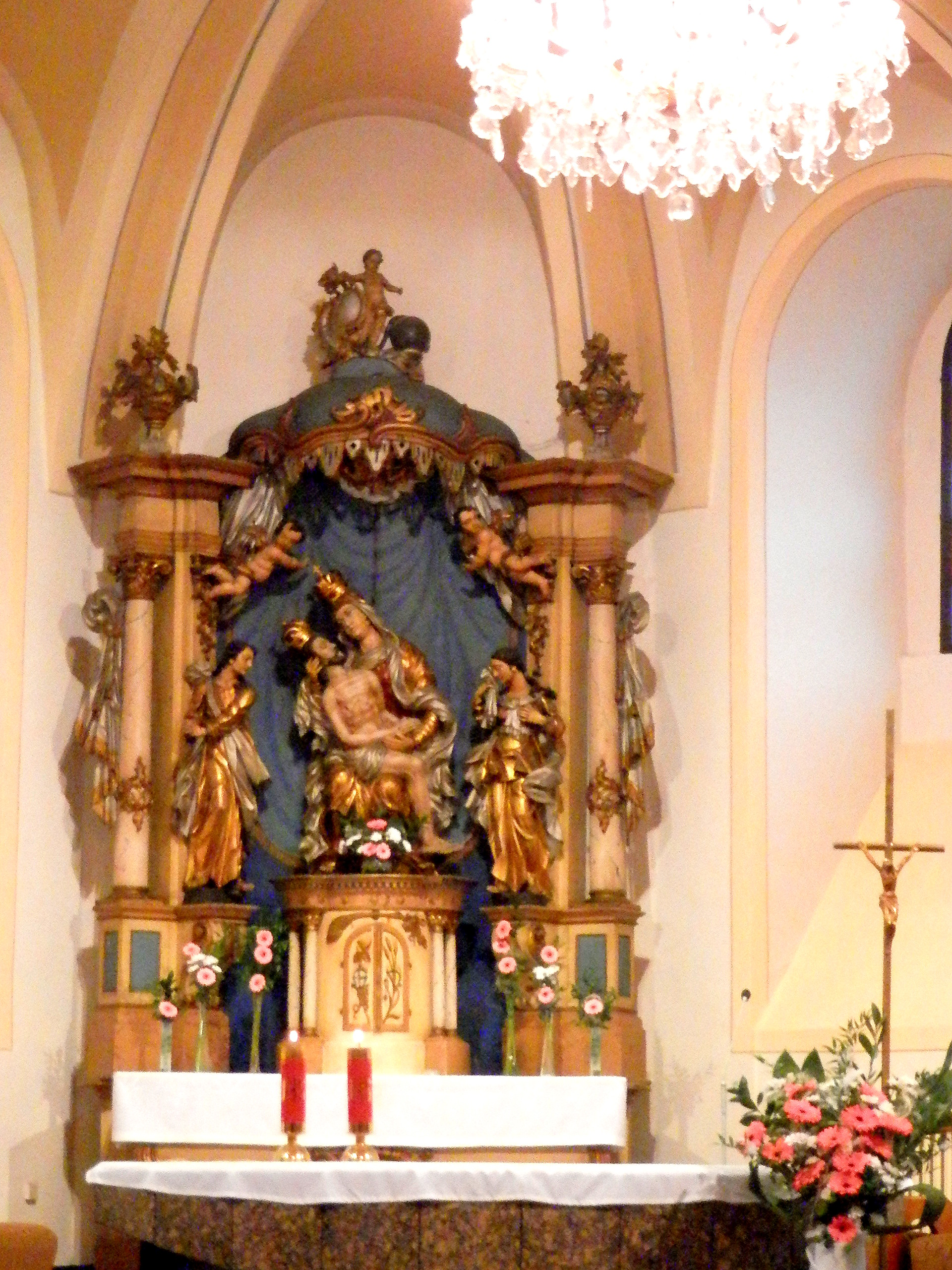
Oltář zblízka
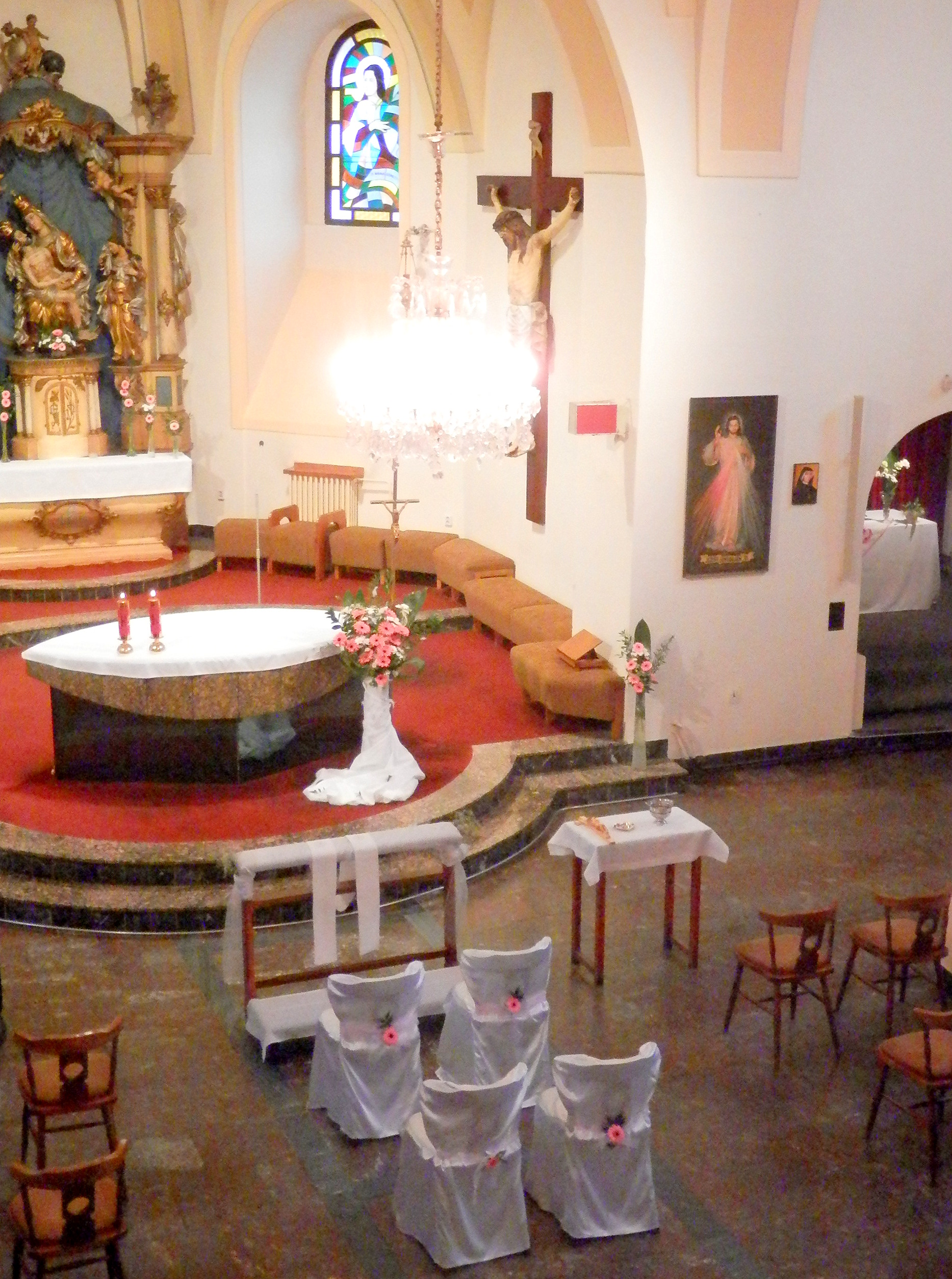
Interiér kostela
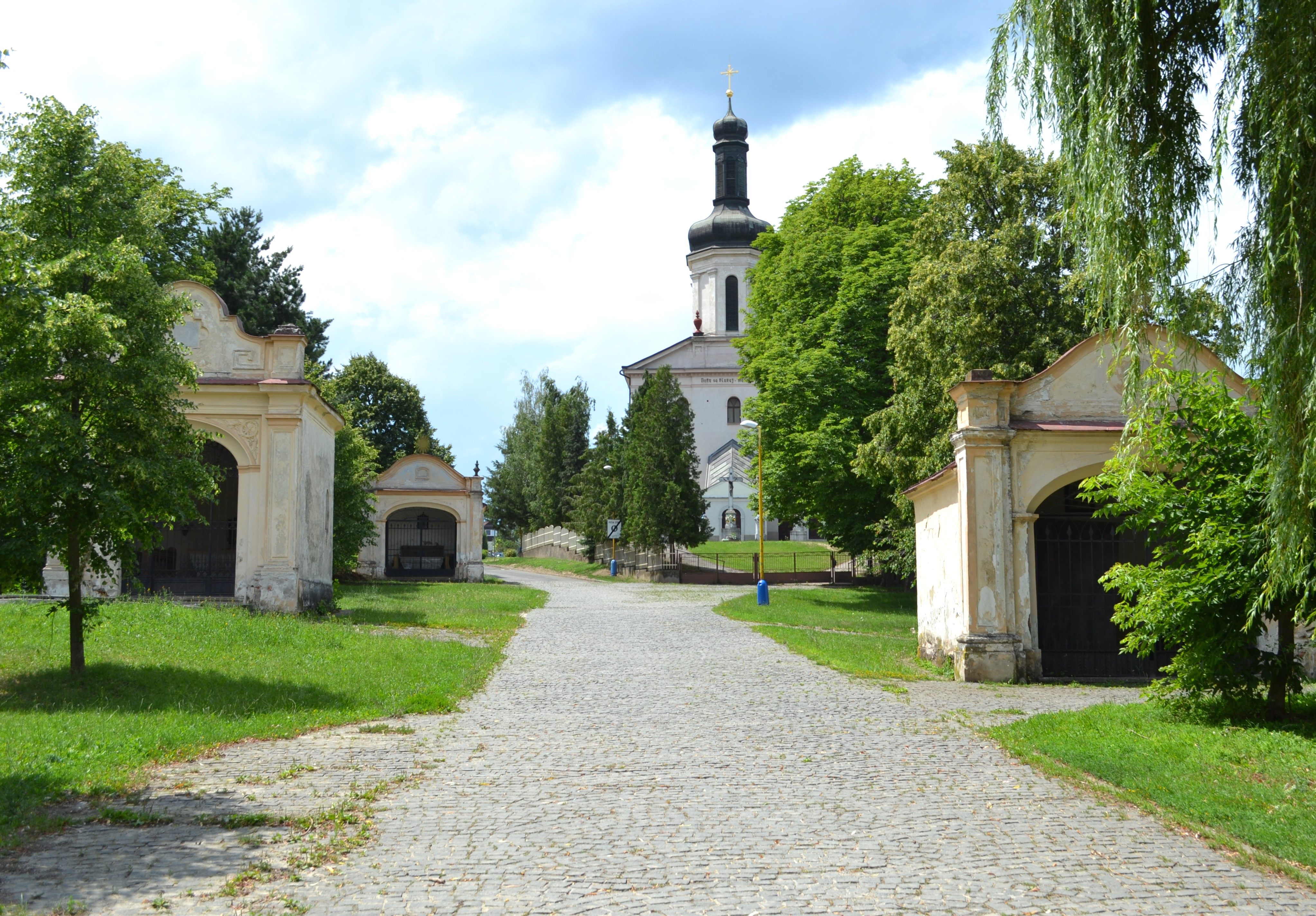
Kaple křížové cesty